# Orden des Sterns (Frankreich)

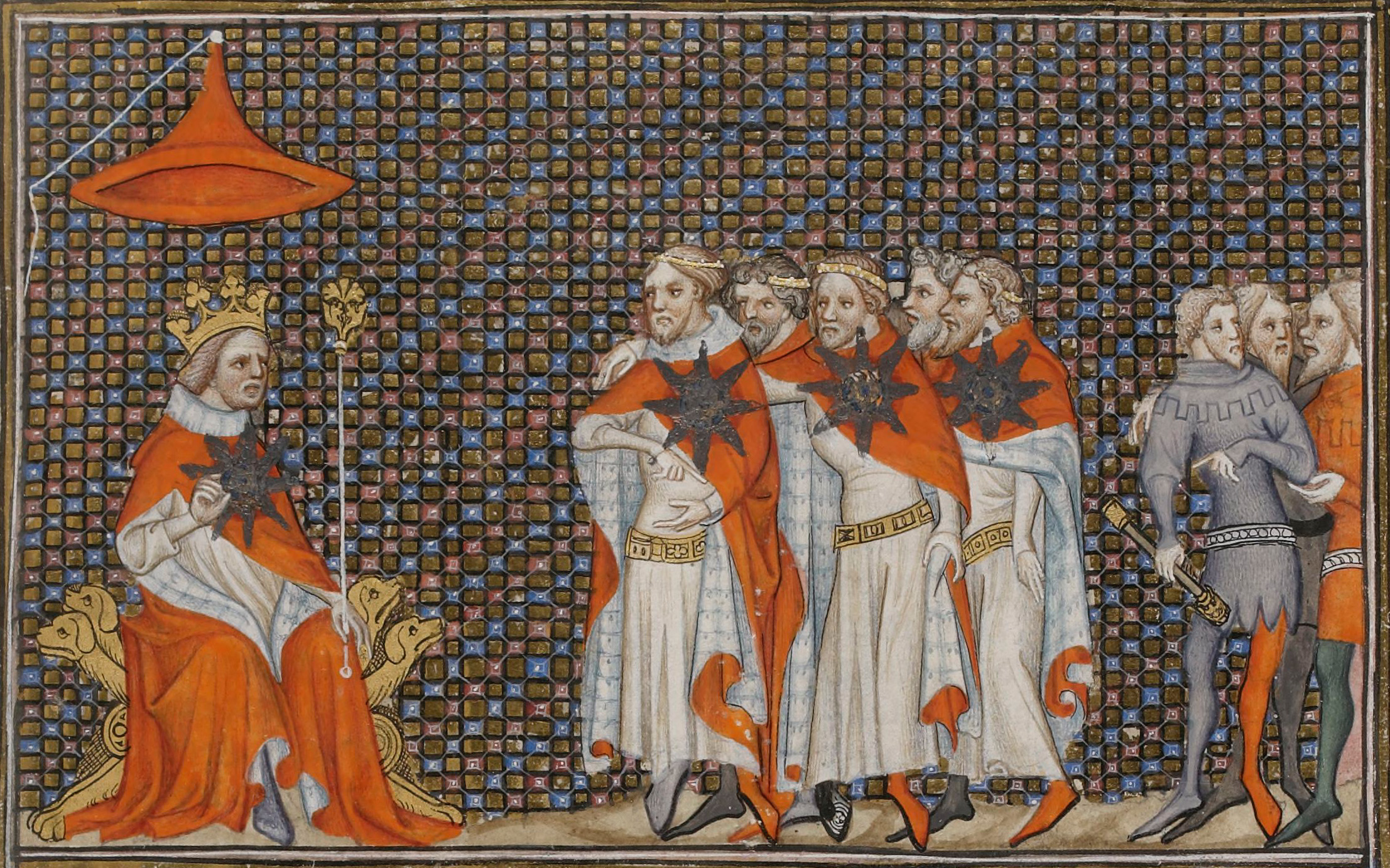
Zeitgenössische Darstellung der zweiten Ordensgründung durch Johann II.

Der Orden des Sterns (Ordre de l’Étoile) war ein französischer höfischer Ritterorden und wurde im August 1022 von König Robert II. von Frankreich zur Ehre der Mutter Gottes gestiftet. 
Der Orden wurde von Philipp von Valois stillgelegt. Anlass waren die unaufhörlichen Kriege der Franzosen mit den Engländern. 1352 wurde er von Johann II. wieder erneuert. Er richtete den Rittern einen Sitz für den Orden im Haus Saint Owen de Clichy bei Saint Denis, unweit Paris ein. Im Jahre 1487 wurde er dann aber von König Karl VIII. aufgehoben. Das Ansehen des Ordens war gesunken. Auf eine Forderung bei der Aufhebung des Ordens durch Karl VIII. trugen die Leibgarden aber weiterhin auf ihren Satteldecken einen weißen mit Gold gestickten Stern bis zu der Revolution 1789.
Er soll aus dreißig Rittern bestanden haben. Großmeister war der König von Frankreich selbst.

## Ordensdekoration
Das Ordenszeichen bestand aus drei goldenen mit Rosen unterflochtenen und weiß und rot emaillierten Ketten. An den Ketten hing ein goldener Stern.

## Ordenskleidung
Die Ritter trugen einen Mantel von weißem Damast und auf der linken Seite der Brust einen mit Gold gestickten fünfeckigen Stern.